# 船着村 (岐阜県)
船着村（ふなつきむら）は、かつて岐阜県養老郡に存在した村である。
現在の養老郡養老町東部（船附・大野）に該当する。
揖斐川沿いの村である。かつて船附は揖斐川の湊であり、琵琶湖と伊勢湾を結ぶ九里半街道の湊として栄えた。
村が成立した際は多芸郡の村であったが、郡制施行後、養老郡の村となっている。

## 歴史
- 1889年（明治22年）7月1日 - 船附村と大野村が合併し発足。
- 1897年（明治30年）4月1日[2] - 郡制に基づき多芸郡の一部と上石津郡が合併し、養老郡となる。当村は養老郡の所属となる。
- 1897年（明治30年）4月1日 - 上ノ郷村、下笠村、栗笠村と合併し笠郷村が発足。同日船着村廃止。

## 学校
- 船附尋常小学校（現・養老町立笠郷小学校）